# Bovara (canto)
La bovara è un canto popolare lirico monostrofico composto da un distico di endecasillabi tipico della Romagna. Si basa su scale modali medievali paragonabili a quelle in uso nel canto gregoriano, ma con una interna mobilità modale evidenziata dagli studi di Tullia Magrini (1982), e per questo caratterizza la Romagna come una delle poche aree europee che conservano caratteri melodici così arcaici. La bovara era utilizzata durante il lavoro di aratura nei campi. Il bovaro scambiava il canto (quasi urlato per giungere lontano) con altri contadini che rispondevano a quel canto in un'alternanza di distici.
Il canto è progressivamente scomparso nell'uso tipico in campagna, con l'avvento della meccanizzazione in agricoltura e oggi si rinviene solo come ricordo, totalmente defunzionalizzato, tra gli informatori più anziani. Tra le più consistenti raccolte di bovare ormai defunzionalizzate, si ricorda la ricerca sul campo svolta negli anni Ottanta del Novecento dall'etnomusicologo Fabio Lombardi. Raccolta che segue di pochi anni il precedente lavoro di Tullia Magrini e Giuseppe Bellosi, che ha il fondamentale pregio di inquadrare scientificamente il genere.